# Ronde van Drenthe 2024
Die Ronde van Drenthe 2024 war die 17. Austragung dieses Straßenrennens für Frauen. Das Rennen fand am 10. März statt und war Teil der UCI Women’s WorldTour 2024.

## Teilnehmende Mannschaften
| UCI Women's WorldTeams (12)- AG Insurance-Soudal Team - Canyon-SRAM Racing - Ceratizit-WNT Pro Cycling - FDJ-Suez - Fenix-Deceuninck - Human Powered Health - Lidl-Trek - Liv AlUla Jayco - Team DSM-Firmenich PostNL - SD Worx-Protime - UAE Team ADQ - Uno-X Mobility UCI Women's Continental Teams (7)- Cofidis - GT Krush RebelLease - Hess Cycling Team - Lifeplus Wahoo - Lotto Dstny Ladies - Proximus-Cyclis CT - VolkerWessels |
| |

## Streckenführung
Die Streckenführung wurde gegenüber den Vorjahren erheblich geändert. Der Start war nunmehr in Beilen, von dort ging es zum nahen VAM-Berg. An die erste Passage dieses Bergs schloss sich eine Runde von etwa 30 Kilometern Länge an, die fünfmal befahren wurde. Am Ende der fünften Runde befand sich das Ziel auf dem VAM-Berg.

## Rennverlauf
Das Peloton verkleinerte sich auf den wiederkehrenden Passagen des VAM-Bergs nach und nach. Bei der vorletzten Passage attackierte Puck Pieterse, und es bildete sich eine Spitzengruppe aus acht starken Fahrerinnen, die jedoch wieder eingeholt wurde. Auf dem Schlussanstieg zog Christine Majerus den Sprint für Lorena Wiebes an, die sich auf dem Kopfsteinpflaster im Zielsprint klar am stärksten war. Zweite wurde Elisa Balsamo vor Puck Pieterse. Für Lorena Wiebes war es der vierte Sieg bei diesem Rennen in Folge.
| \| Gesamtwertung \| Gesamtwertung \| Gesamtwertung \| Gesamtwertung \| Gesamtwertung \| \| Fahrerin \| Fahrerin \| Land \| Team \| Zeit \| \| ------------- \| ------------------------- \| ---------------------- \| ------------------------- \| --------------- \| \| 1. \| Lorena Wiebes \| Niederlande \| SD Worx-Protime \| 4 h 09 min 09 s \| \| 2. \| Elisa Balsamo \| Italien \| Lidl-Trek \| + 2 s \| \| 3. \| Puck Pieterse \| Niederlande \| Fenix-Deceuninck \| + 4 s \| \| 4. \| Letizia Paternoster \| Italien \| Liv AlUla Jayco \| + 4 s \| \| 5. \| Victoire Berteau \| Frankreich \| Cofidis \| + 4 s \| \| 6. \| Vittoria Guazzini \| Italien \| FDJ-Suez \| + 4 s \| \| 7. \| Christina Schweinberger \| Österreich \| Fenix-Deceuninck \| + 4 s \| \| 8. \| Maria Giulia Confalonieri \| Italien \| Uno-X Mobility \| + 8 s \| \| 9. \| Christine Majerus \| Luxemburg \| SD Worx-Protime \| + 11 s \| \| 10. \| Pfeiffer Georgi \| Vereinigtes Königreich \| Team dsm-firmenich PostNL \| + 12 s \| |                           |                        |                           |                 |
| |                           |                        |                           |                 |
| Quelle: ProCyclingStats |                           |                        |                           |                 |
| Gesamtwertung |                           |                        |                           |                 |
| Fahrerin | Fahrerin                  | Land                   | Team                      | Zeit            |
| 1. | Lorena Wiebes             | Niederlande            | SD Worx-Protime           | 4 h 09 min 09 s |
| 2. | Elisa Balsamo             | Italien                | Lidl-Trek                 | + 2 s           |
| 3. | Puck Pieterse             | Niederlande            | Fenix-Deceuninck          | + 4 s           |
| 4. | Letizia Paternoster       | Italien                | Liv AlUla Jayco           | + 4 s           |
| 5. | Victoire Berteau          | Frankreich             | Cofidis                   | + 4 s           |
| 6. | Vittoria Guazzini         | Italien                | FDJ-Suez                  | + 4 s           |
| 7. | Christina Schweinberger   | Österreich             | Fenix-Deceuninck          | + 4 s           |
| 8. | Maria Giulia Confalonieri | Italien                | Uno-X Mobility            | + 8 s           |
| 9. | Christine Majerus         | Luxemburg              | SD Worx-Protime           | + 11 s          |
| 10. | Pfeiffer Georgi           | Vereinigtes Königreich | Team dsm-firmenich PostNL | + 12 s          |